# فرماندهی اقیانوس هند-آرام ایالات متحده آمریکا
فرماندهی اقیانوس هند-آرام ایالات متحده آمریکا (انگلیسی: United States Indo-Pacific Command) یا به‌اختصار ایندوپیکام یکی از یازده فرماندهی یکپارچه رزمی وزارت دفاع ایالات متحده آمریکا و مسئول منطقه هند-آرام است. این فرماندهی در بین فرماندهی‌های یکپارچه رزمی از همه قدیمی تر و بزرگتر است. فرمانده آن، مأمور ارشد نظامی آمریکا در منطقه اقیانوس آرام، مسئول عملیات نظامی در منطقه‌ای است که بیش از ۱۰۰ میلیون مایل مربع (۲۶۰٬۰۰۰٬۰۰۰ کیلومتر مربع)، یا در حدود ۵۲ درصد از سطح زمین را در بر می‌گیرد و از ساحل غربی آمریکا تا ساحل غربی هند و از شمالگان تا جنوبگان کشیده شده است. این فرمانده از طریق وزیر دفاع به رئیس‌جمهور پاسخگوست.
در سال ۲۰۱۸ نام اقیانوس هند نیز به نام این فرماندهی افزوده شد.